# 札幌聖心女子学院中学校・高等学校
札幌聖心女子学院中学校・高等学校（さっぽろせいしんじょしがくいんちゅうがっこう・こうとうがっこう）は、北海道札幌市中央区宮の森2条16丁目にあった私立中高一貫校。運営主体は、学校法人聖心女子学院。

## 沿革
- 1963年 - 中学校開校。
- 1966年 - 高等学校開校。
- 2006年 - 文部科学省よりスーパー・イングリッシュ・ランゲージ・ハイスクール（SELHi）指定校。
- 2012年 - 国際バカロレア(IB)教育推進調査研究校に指定。
- 2013年 - 中等科に「ソフィア・サイエンス・クラス」、「グローバルクラス」開設。
- 2014年 - スーパーグローバルハイスクール(SGH)研究校に指定。
- 2021年10月26日 - 2025年3月をもって閉校することを前提として、2023年度以降の募集を停止することを公表[1]
- 2022年 - 中学校入学予定人数が10名未満となったため、新中学1年生を設けないことになった。[2]
- 2023年 - 中学、高校共に募集停止。
- 2024年4月1日 - 中学校を休校。
- 2025年3月31日 - 閉校、2020-2021年度中学校から入学した在校生については、系列校または道内の別のカトリック系学校へ転校（予定）

- この他に、かつて1963年から1973年には小学校を併設していた。また、1969年から1999年まで中学校・高等学校共に英語専攻科を併設していた。
- 開校に際して、札幌聖心女子学院の敷地を工面したのは聖心女子学院のパトロンでもあった実業家の永田雅一である。

## 制服
冬服は、こげ茶色のベストとスカートに、ジャケットを合わせるというスタイルとなっている。ジャケットは千鳥格子柄となっており、襟の部分だけがこげ茶色となっている。
夏服は、ブラウス、クリーム色のニットベスト、ベージュ系のチェックスカートとなっている。

## 著名な出身者

### アナウンサー
- 大島由佳 - 医師、元鹿児島讀賣テレビ、北海道放送
- 竹内久乃 - フリー、元山形放送
- 舟本真理 - NHK富山放送局、元北日本放送
- 板橋未悠(中学校のみ) - 北海道文化放送

### その他
- 金井夕子 - 歌手、作詞家
- SOULHEAD - Universal Music Publishing LLC
- 川又ゆうみ - セパタクロー選手

## 交通アクセス
- ジェイ・アール北海道バス（琴似営業所）の「札幌聖心女子学院」[4]（旧大倉山ジャンプ競技場入口）または札幌ばんけい（ばんけいバス）の「大倉山ジャンプ競技場入口」停留所下車。

## 系列校
- 聖心女子大学
- 聖心インターナショナルスクール
- 聖心女子専門学校
- 聖心女子学院初等科・中等科・高等科
- 小林聖心女子学院小学校・中学校・高等学校
- 不二聖心女子学院中学校・高等学校